# Affaire Tiquet
L'affaire Tiquet est une affaire criminelle française qui défraie la chronique à la fin du XVIIe siècle sous le règne de Louis XIV. Elle met en scène Angélique-Nicole Carlier, Madame Tiquet, qui tente à plusieurs reprises entre 1696 et le 8 avril 1699 de faire assassiner son mari de plus de vingt ans son aîné, Claude Ticquet, conseiller au Parlement de Paris.
L'affaire se déroule au sein d'un couple où règne la discorde, le mari ayant caché à sa femme avoir perdu sa fortune et la femme trompant son mari avec un jeune capitaine des gardes du roi, Gilbert Gaulmin de Montgeorges, ami de son frère.
Jugée et condamnée à mort, Angélique-Nicole Carlier subit des tortures qui la conduisent à avouer ses crimes puis est exécutée en place de Grève à Paris le 19 juin 1699. Sa condamnation entraîne celle de ses deux complices, l'un à la mort, l'autre aux galères perpétuelles.
Le procès suscite un fort intérêt au sein de la population car elle concerne des notables proches de la cour royale, d'autant plus que les revues d'alors couvrent l'événement dès son début. Enfin, l'exécution marque les esprits par les conditions dans lesquelles elle se déroule : inexpérimenté, le jeune bourreau doit s'y reprendre à plusieurs reprises pour exécuter son office. Dès lors, l'affaire suscite de nombreux écrits condamnant ou justifiant la protagoniste de l'affaire : celle-ci est en effet l'occasion de questionner le mariage d'ancien régime et se situe dans les prémisses de la remise en question de la monarchie absolue.

## Contexte

### Contexte social
En cette fin du XVIIe siècle et courant du XVIIIe siècle, les procès et les exécutions de femmes connaissent un important écho au sein de la population et résonnent jusqu'à la cour. Le procès de la marquise de Brinvilliers, celui, plus tardif, de la veuve Lescombat et, bien sûr, celui d'Angélique-Nicole Carlier suscitent ainsi maints commentaires, ouvrages ou pamphlets de la part de leurs contemporains en raison du fait qu'ils viennent questionner — menacer même — l'autorité patriarcale exercée au sein des couples, des familles. Cette autorité patriarcale est directement héritée du pouvoir absolu exercé par le roi. Ces épouses, ces sœurs qui remettent en cause cette autorité exercée de plein droit au sein des familles incarnent, partant de là, autant de remises en question de la monarchie absolue d'ancien régime.
Ces affaires génèrent, dès lors, certes l'approbation du commun, mais lorsque celle-ci n'est pas au rendez-vous, un regard critique face à cette justice d'ancien régime et ses standards pénaux prompts à défendre par conservatisme les hiérarchies sociales établies. Le procès de Madame Tiquet intervient précisément à cette période charnière entre une vision statique visant le maintien d'un statu quo dans les rapports sociaux et, déjà, une vision moderne, davantage égalitaire et progressiste de la citoyenneté qui seront les ferments de la révolution française.

### Les protagonistes
Angélique-Nicole Carlier naît à Metz le 17 juin 1657 d'une famille aisée. Son père est un riche imprimeur-libraire,. Sa mère meurt précocement. Le couple a également un autre enfant plus jeune, Philippe. À la mort de son père, lorsqu'elle a 15 ans, elle hérite avec son frère cadet d'un million de francs et est placée sous la tutelle de sa tante. On la dit « belle, spirituelle et gracieuse » ; il apparaît également qu'elle est sensible à la richesse.
Claude Tiquet est né dans les années 1630. Il est le fils d'un riche drapier reconnu au sein de sa corporation. Débutant comme substitut du procureur général, il devient, le 30 août 1675, conseiller au Parlement de Paris, alors sous le règne de Louis XIV,. Afin de se rapprocher d'Angélique-Nicole, il couvre sa tante de cadeaux, lui offrant notamment une somme de 4 000 francs. Il ne tarde pas à briguer la main de la jeune femme. Pour séduire cette dernière, il mène grand train et ne lésine pas en cadeaux : le jour de sa fête, il lui fait ainsi porter un bouquet où se distinguent des fleurs en diamant d'une valeur de 15 000 livres,.
Le mariage entre Claude Tiquet et Angélique-Nicole Carlier est célébré à Paris, le 12 février 1676. Angélique-Nicole est alors âgée de 18 ans et Claude en a plus de quarante. Les trois premières années de mariage se déroulent dans une certaine félicité, deux enfants naissent de cette union, une fille et un garçon.

### Un couple qui se déchire
Après un début d'union heureuse et avoir donné le jour à deux enfants, Angélique-Nicole Tiquet découvre que la fortune de son mari, Claude Tiquet, qui devait au moins égaler la sienne, n'existe plus : il a en effet mené grand train et dilapidé ses avoirs pour obtenir sa main. De fait, seul le fruit de son travail lui permet désormais de subvenir aux besoins du foyer. Madame Tiquet qui aime tant le faste en est meurtrie. Tandis que les créanciers pressent son mari, Angélique-Nicole demande une séparation de biens afin de préserver son patrimoine. 
La situation financière de son mari éventée, Angélique-Nicole se rapproche sentimentalement du capitaine des gardes du roi, Gilbert Gaulmin de Montgeorges, ami de son frère. Le mari découvre l'infidélité de sa femme et obtient une lettre de cachet lui permettant de la faire emprisonner : celle-ci devient alors un moyen de pression sur sa femme mais il ne la met toutefois pas en exécution. Angélique-Nicole la détruisant par le feu, Claude Tiquet tente, en vain, d'en obtenir une nouvelle. La situation est à ce point délitée que le Châtelet prononce finalement la sentence de séparation de biens.
Trois ans après leur mariage, le couple se déchire donc, tout en continuant, cependant, à habiter sous le même toit. Les deux époux ne se croisent qu'aux moments des repas, chacun dispose de ses appartements. Faisant régulièrement l'objet de remontrances, de reproches et de brusqueries de la part de son mari, Angélique-Nicole lui voue désormais une haine tenace : il incarne à ses yeux un rôle de geôlier la brimant de toute liberté. Décrivant l'état d'esprit au sein du couple, le journaliste et écrivain Fernand Demeure signale ainsi qu'« ils découvrirent assez promptement combien l'un et l'autre s'étaient abusés, lui sur la vertu de sa femme, elle sur la richesse de son mari ». 
Angélique-Nicole en arrive ainsi à concevoir un projet d'assassinat pour recouvrer la pleine possession de sa destinée.

## Les faits

### Premier projet d'assassinat
En 1696, Angélique-Nicole projette donc de faire assassiner son mari. Pour mener son projet à bien, elle se trouve deux complices : Jacques Mourra, d'abord, son portier qu'elle amadoue par l'argent et peut-être même par d'autres faveurs comme le procès le laissera entendre ; Auguste Cattelain, ensuite, un serviteur dont la profession est « d'initier les étrangers aux délices et ragoût de la capitale du royaume ». Les deux hommes sont chargés d'agresser Claude Tiquet en pleine rue. Pourtant, renonçant à ses plans, Angélique-Nicole annule l'opération. Elle rétribue néanmoins grassement ses deux complices, les enjoignant au silence.

### Second projet d'assassinat
Ignorant ce à quoi il avait échappé, Claude Tiquet continue de maltraiter sa femme. Il interdit à Jacques Mourra de laisser le capitaine de Montgeorges entrer dans sa demeure. Mais, tout acquis à la cause d'Angelique-Nicole, le portier n'obtempère pas et laisse les deux tourtereaux vivre leurs amours. Claude Tiquet s'en aperçoit et congédie le portier. Dès lors, le soir venu, il ferme la demeure à clef obligeant quiconque à passer par lui pour entrer ou sortir de l'habitation. Mais là encore, le stratagème n'empêche pas les amants de se voir. 
La haine qu'Angélique-Nicole nourrit à l'encontre de son mari se trouve renforcée par la situation. Elle décide de se charger elle-même d'un nouveau projet d'assassinat. Elle choisit le poison : elle concocte ainsi un bouillon empoisonné qu'elle fait porter à son mari par son valet de chambre. Néanmoins, ce dernier, subodorant l'intrigue et ne voulant pas en être complice, fait mine de trébucher et répand sur le sol le contenu du plat. À la suite de cet épisode, il demande et obtient son congé.

### La tentative d'assassinat du 8 avril 1699

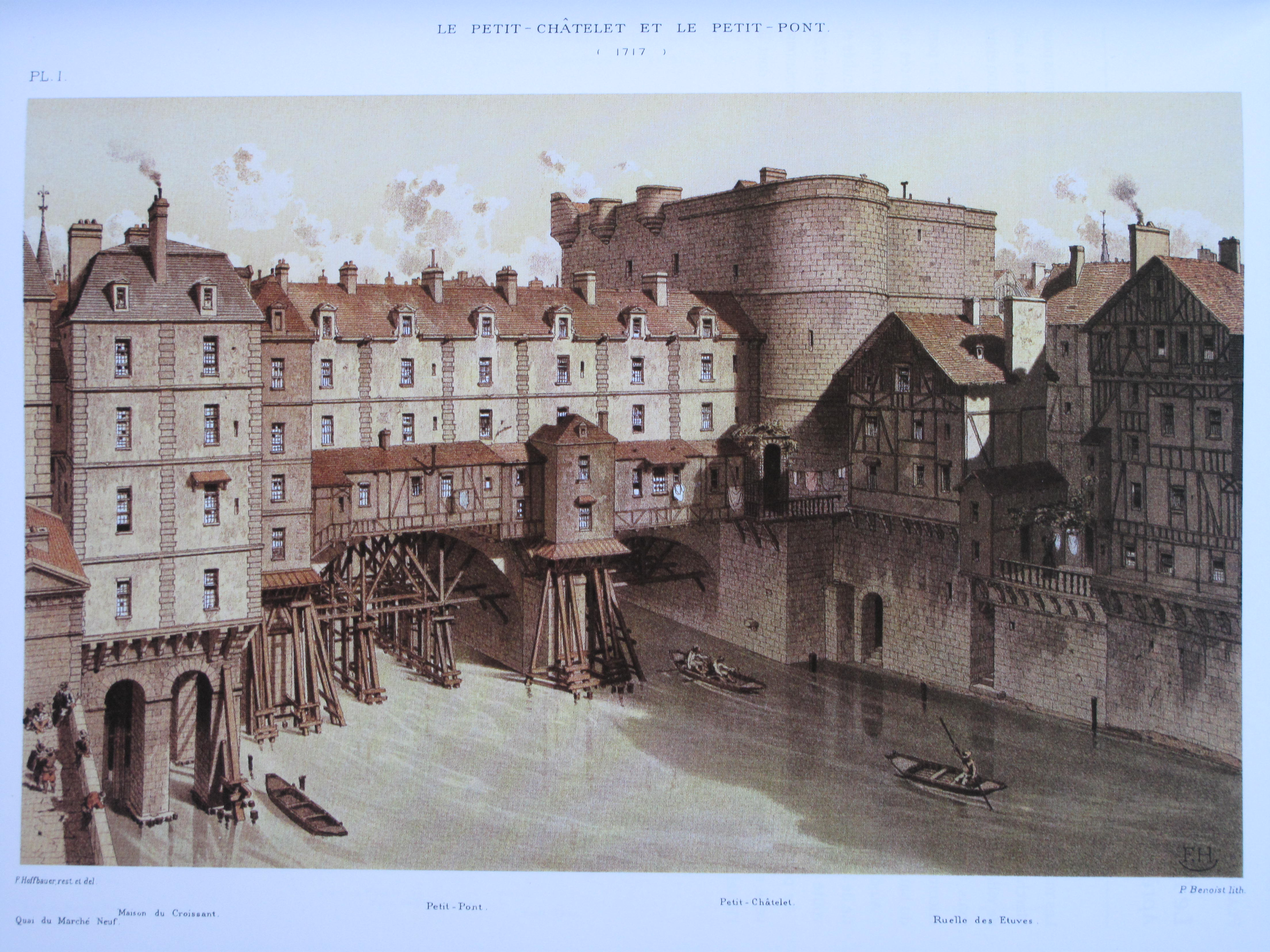
Le Petit pont et le Petit Châtelet en 1717.

Le 8 avril 1699, comme à son habitude, Claude Tiquet prend son repas du soir chez Monsieur Vilmain, son voisin, il le quitte un peu tard et regagne son domicile. En chemin, il est accosté par deux individus. L'un d'eux l'interpelle : « Te voilà, il y a longtemps que je t'attends, il faut que tu meures » ; il tire ensuite deux coups de pistolet qui atteignent Monsieur Tiquet tandis que le second complice dégaine son épée et frappe l'infortuné à plusieurs reprises.
Les domestiques, alertés par le bruit, viennent au secours de la victime qui est reconduite chez Monsieur de Vilmain. Quelque temps plus tard, Madame Tiquet, accompagnée de son fils souhaitent prendre des nouvelles du père et mari. Monsieur de Vilmain s'y oppose « pour ne pas aggraver son état ». Le lendemain, son état est stable et il peut être entendu par l'agent de quartier qui enregistre sa plainte dans laquelle il autorise le lieutenant-général de police à enquêter sur les faits.

## La procédure judiciaire

### L'arrestation

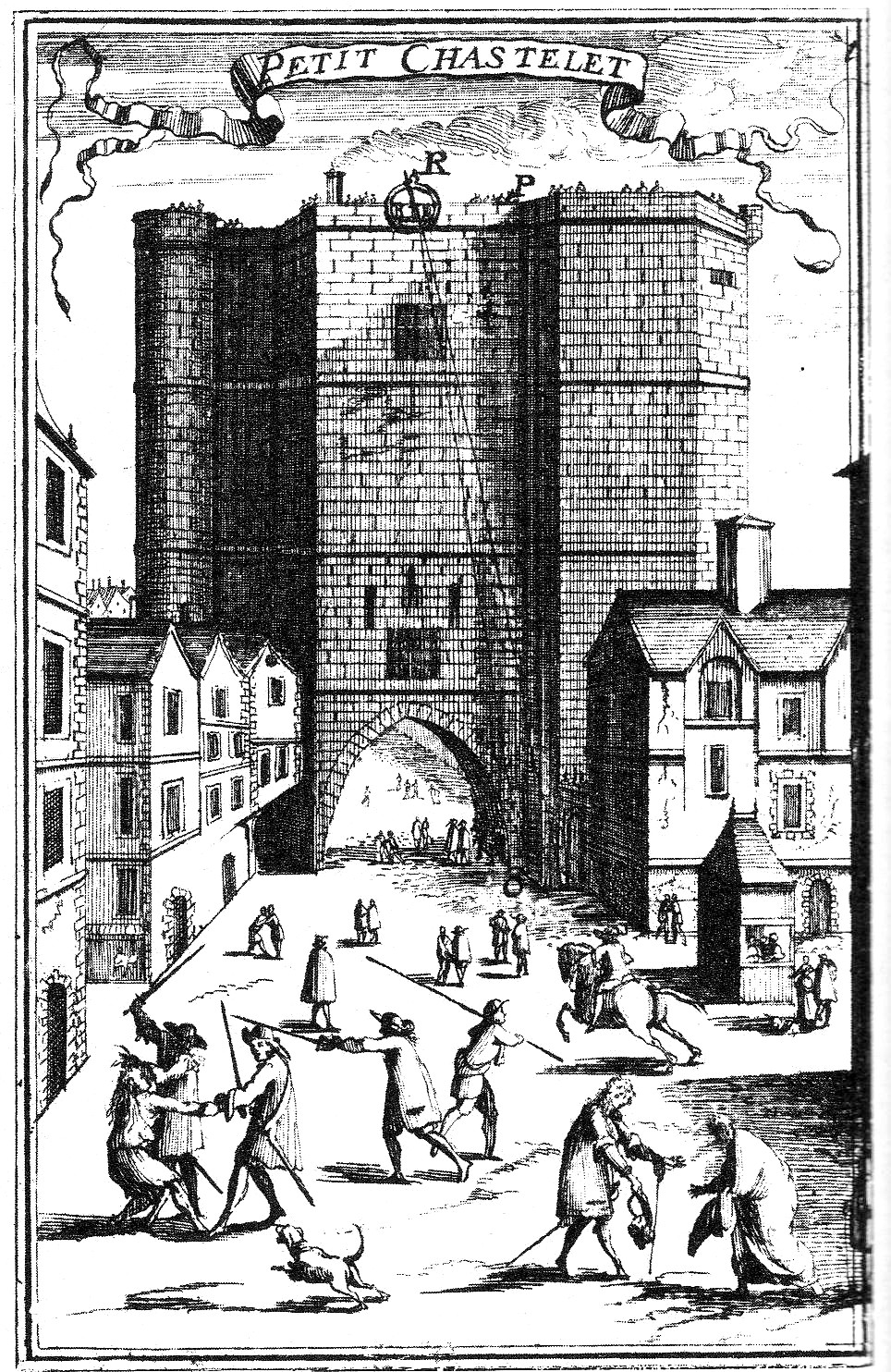
Le Petit Châtelet à l'époque où Angélique-Nicole Tiquet y est emprisonnée (Le Petit Châtelet vers 1650, gravure du XVII).

Les témoignages de Claude Tiquet, des domestiques et des voisins orientent rapidement les suspicions vers Angélique-Nicole Tiquet et le portier, Jacques Mourra, contre lequel, Monsieur Tiquet avait déposé une plainte deux jours plus tôt pour vol et revente de denrées alimentaires. Angélique-Nicole Carlier est arrêtée quatre jours après les faits. C'est le lieutenant criminel Jacques Dessita, diligenté par la cour du Châtelet et accompagné d'une troupe d'archers, qui procède à l'arrestation. Elle lui dit calmement : « Vous pouviez, Monsieur, vous dispenser de venir avec une si grande escorte, je vous attendois de pied ferme, je n'avois garde de m'enfuir; je vous aurois suivi, quand vous auriez été seul ». Elle est emmenée à la prison du Petit Châtelet.
Arrivée au Châtelet, Angélique-Nicole constate rapidement qu'Auguste Cattelain est venu déposer librement. Il explique que, trois ans auparavant, elle lui avait donné de l'argent pour assassiner son mari et que le portier « étoit également du complot ». À la suite de cette déposition, Jacques Mourra est également arrêté ; il nie cependant toute participation. Angélique-Nicole clame son innocence, invoque une machination ourdie par son mari qui aurait soudoyé Cattelain pour de faux aveux. Elle ne voit que fables dans ce premier méfait avorté et assure ignorer tout du second.

### Le procès
Angélique-Nicole Carlier est transférée au Grand Châtelet. Rapidement, tant pour la justice que pour l'opinion publique, la culpabilité de la prévenue semble s'établir. 
La presse mondaine de l'époque se saisit de l'affaire durant plusieurs semaines. Ainsi, le Marquis de Dangeau qui tient son Journal de la cour et le Marquis de Sourches en font écho. De même, et bien que publié aux Pays-Bas, le journal de langue française Histoire journalière en fait état une semaine plus tard. 

L'histoire intéresse également la population. Une chanson circule ainsi rapidement en ville : 

« En vain on croit la réduire.
Plaintes ne la font que rire,
Et si l'on prétend gronder
On se fait assassiner. »

Lors du procès, le capitaine de Montgeorges est assez rapidement mis hors de cause tant par la justice que par la rumeur. Cependant, le militaire obtient une audience privée auprès de Louis XIV pour se plaindre de sa mise en cause initiale, mais celui-ci l'informe ne pas vouloir s'impliquer dans l'affaire puisqu'elle se tient dans les mains de la justice. D'autres rumeurs infondées circulent : on aurait arrêté l'un des auteurs à Tours ; Angélique-Nicole Carlier aurait tenté d'attenter à ses jours. On apprend enfin dans l'Histoire journalière du 18 mai 1699 que Claude Tiquet a déposé une plainte pour adultère à l'encontre de son épouse « pour empêcher la confiscation de son bien en cas qu'elle soit convaincue de l'avoir voulu faire assassiner ».
15 personnes sont entendues dans le cadre du procès dont, notamment, 4 soldats appartenant à la compagnie du capitaine de Montgeorges, 6 membres du personnel de maisonnée chez les Tiquet (deux domestiques, deux femmes de chambre, une cuisinière et un cocher) ainsi que la maîtresse de Claude Tiquet,.
Malgré cela, rien ne peut être retenu à l'encontre d'Angélique-Nicole Carlier car aucune preuve ou témoignage accablant ne sont produits. Les chefs d'accusation sont donc abandonnés pour ce qui concerne l'attentat du 8 avril 1699. 
Reste néanmoins l'accusation de tentative d'homicide avortée dont Auguste Cattelain avait fait mention dans sa déposition. Or, depuis l'ordonnance de Blois de 1579, confirmée par le code criminel édicté par Louis XIV en 1670, cette accusation de machination en vue de perpétrer un meurtre suffisait à conduire à l’échafaud.
Angélique-Nicole Carlier, nie toute culpabilité durant tout le procès. Elle n'avouera finalement ses crimes que sous la torture, le matin de son exécution.

### Le verdict

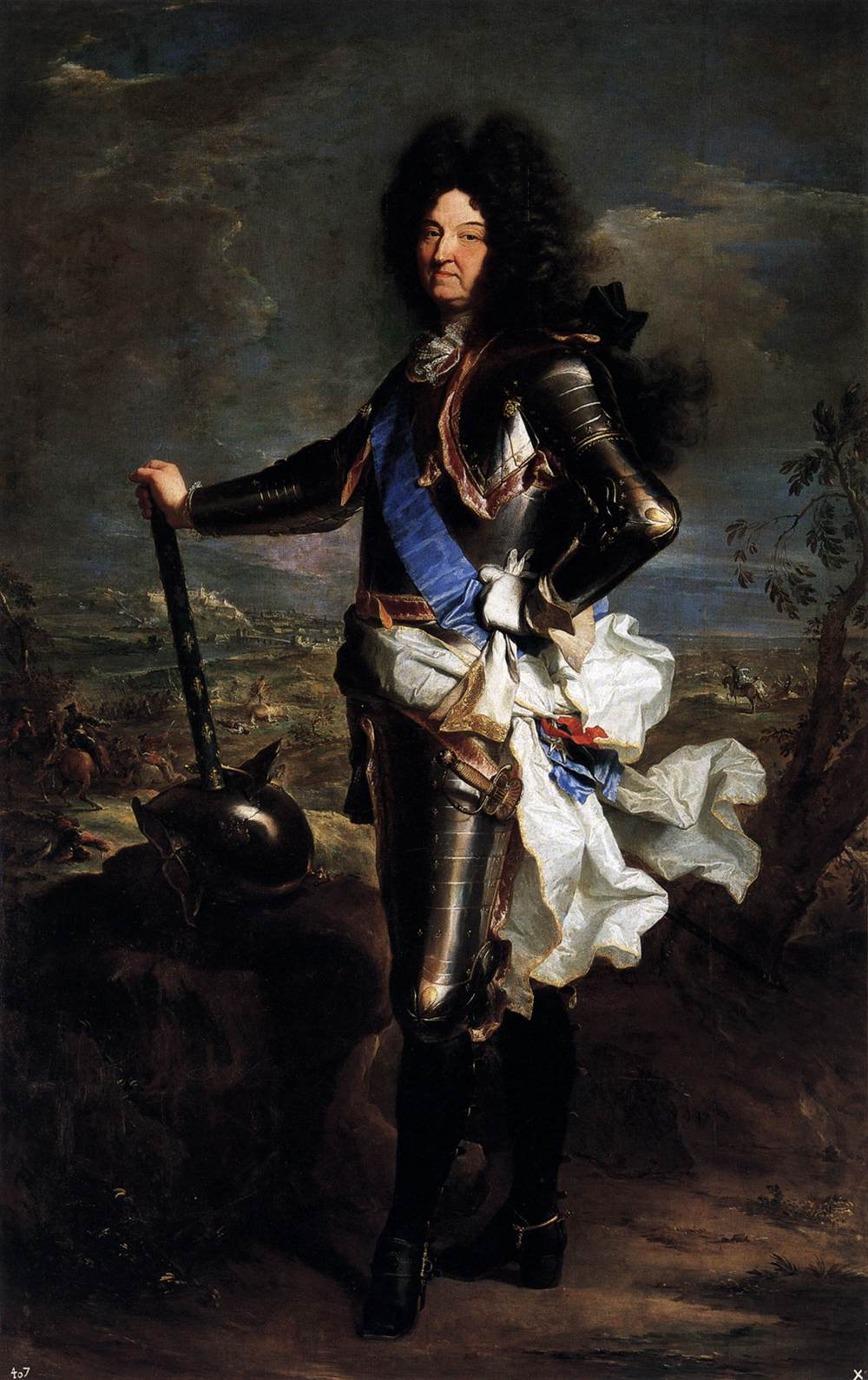
Louis XIV refuse la grâce d'Angélique-Nicole Carlier (Hyacinthe Rigaud, Louis XIV, roi de France, 1701, Madrid, musée du Prado, n°inv. P02343).

C'est donc sur la seule foi du témoignage du domestique Auguste Cattelain qu'Angélique-Nicole Carlier et Jacques Mourra sont condamnés à mort le 4 juin 1699 : Jacques Mourra est condamné à la pendaison et elle, à la décapitation. Les sentences de mort prononcées au Châtelet connaissant automatiquement un appel, elles sont soumises à la cour royale d'appel de Paris.
Durant ce laps de temps, le frère d'Angélique-Nicole, Philippe, et son ami, le capitaine de Montgeorges, multiplient les démarches afin d'obtenir sa grâce. Ils sont sur le point d'y parvenir lorsque l'Archevêque de Paris, Louis-Antoine de Noailles, plaide la plus stricte rigueur au Roi, Louis XIV, au motif que « le grand-pénitencier n'entend autre chose chaque jour que la confession de grandes dames qui s'accusent d'avoir attenté à la vie de leurs époux. ». De son côté, Claude Tiquet se rend également chez le Roi pour obtenir la grâce de sa femme: « — J'implore votre clémence, disait-il, ne soyez pas plus sévère que Dieu même, qui pardonne au repentir. Je pardonne, sire, et mes enfans (sic) lèvent en faveur de leur mère leurs mains pures et innocentes vers vous. ». Mais le Roi, qui souhaite marquer les esprits, demeure désormais inflexible. Claude Tiquet change alors d'attitude et lui demande que les avoirs de sa femme soient saisis et qu'ils lui soient remis, ce qu'il obtient finalement.
Tous les recours en grâce ayant échoué, la sentence est confirmée le 17 juin. Âgée de 42 ans, Angélique-Nicole Carlier sera exécutée :

« Vu par la Cour le procès criminel, fait au Châtelet par le prévôt de Paris et son lieutenant criminel, à la requête de messire Claude Tiquet, conseiller en ladite Cour, demandeur et accusateur, contre dame Angélique-Nicole Carlier, son épouse, Jacques Moura, ci-devant portier de ladite dame, et Auguste Cattelain, servant les étrangers... Vu la sentence rendue, par laquelle ladite Carlier et ledit Moura auraient été déclarés dûment atteints et convaincus d'avoir, de complot ensemble, médité et concerté de faire assassiner ledit sieur Tiquet, et, pour parvenir audit assassinat, fourni à plusieurs fois différentes audit Cattelain , les sommes de deniers mentionnées au procès; pour réparation de quoi, et autres cas, condamne, savoir : ladite Carlier, d'avoir la tête tranchée sur un échafaud qui, pour cet effet, sera élevé en la place de Grève, et ledit Moura, pendu et étranglé, tant que mort s'ensuive, à une potence , plantée en ladite place de Grève; son corps mort y demeurera vingt-quatre heures, puis sera porté au gibet de Paris. Leurs biens confisqués au profit du roi, sur iceux préalablement pris la somme de 1o,ooo livres au profit du roi […]. »

Par le même arrêt, Auguste Cattelain n'est pas condamné à mort mais aux galères perpétuelles.

### Des aveux obtenus par la torture

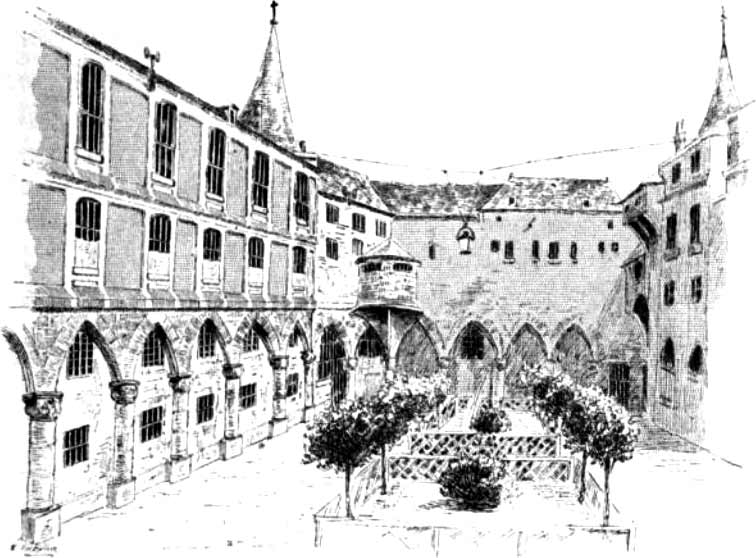
La conciergerie (G. Lenotre, La cour des hommes de la Conciergerie, 1895 dans l'ouvrage Paris révolutionnaire chez Firmin-Didot).

Dans la suite courante d'une condamnation à mort, les deux condamnés doivent encore être soumis à la question ordinaire et extraordinaire afin de reconnaître les faits et de livrer d'éventuels complices.
Le 19 juin 1699 à cinq heures du matin, Angélique-Nicole Carlier est transférée à la conciergerie et conduite à la chambre de la question. Le lieutenant criminel Dessita la fait mettre à genoux et ordonne au greffier que lui soit lu son arrêt. Elle l'écoute en silence. Lorsque Dessita l'invite à la fermeté et à accepter ce « calice », elle lui répond que la peur de quelques tourments ne lui arracherait pas l'aveu d'un crime dont elle était innocente.
Cependant, soumise à l'épreuve du pot d'eau puis du feu, elle finit par en demander l'arrêt et avoue son crime, : elle reconnait ainsi avoir donné 20 Louis d'or au portier pour arranger l'affaire avec un sergent des grenadiers de la même compagnie que le capitaine de Montgeorges, lequel sergent a recruté deux neveux du même régiment pour attenter à la vie de Claude Tiquet. Le Lieutenant Dessita lui demande également si le capitaine de Montgeorges est lui aussi impliqué dans l'affaire, ce qu'elle réfute.
Monsieur de la Chétardie, curé de Saint-Sulpice, entend alors Angélique-Nicole Carlier qui lui demande de veiller à ce qu'elle obtienne le pardon de son mari et de Jacques Mourra qu'elle avait entraîné malgré lui dans cette affaire.

### L'exécution

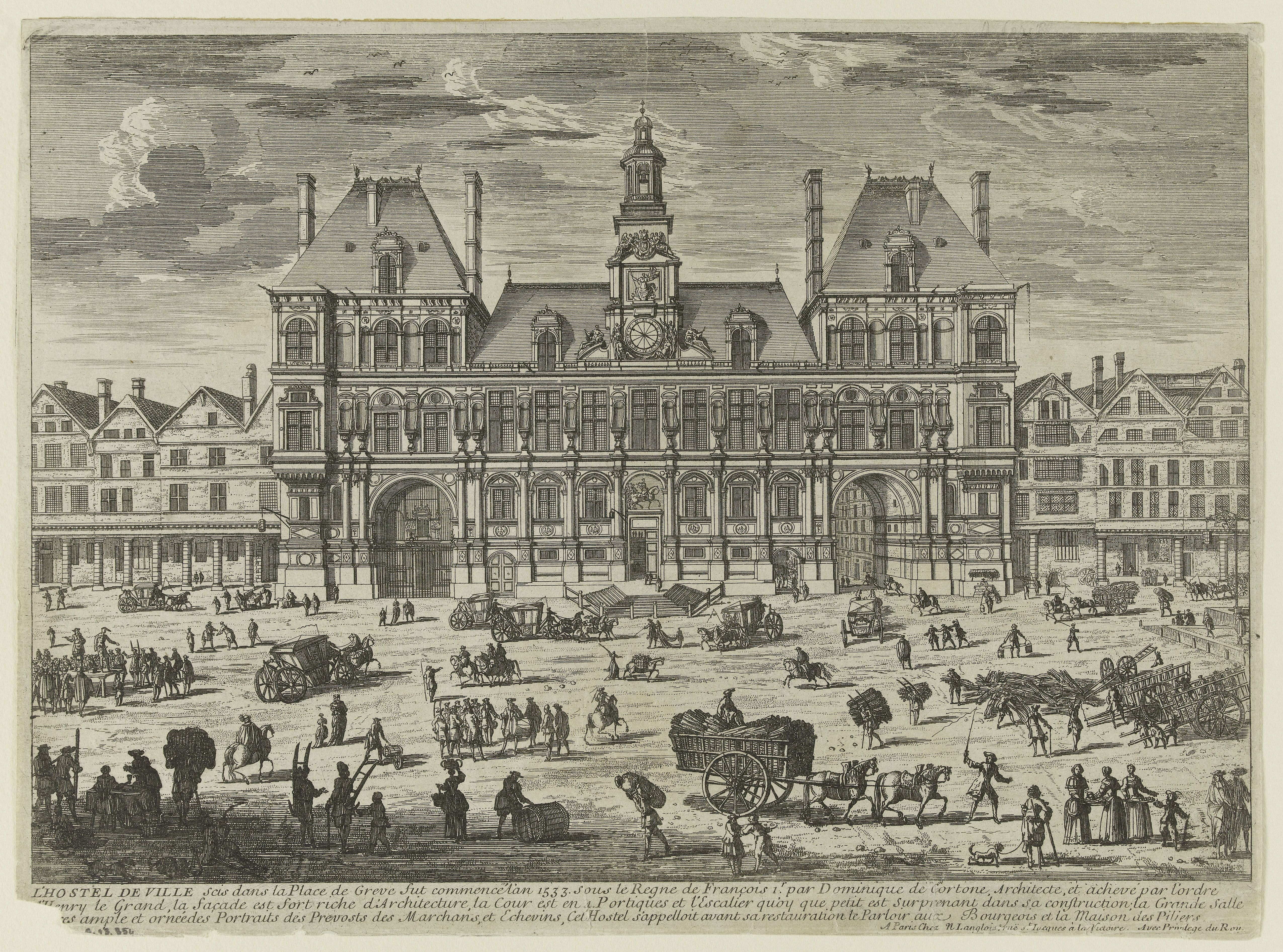
La Place de Grève par Adam Pérelle vers 1660.

Le 19 juin 1699 vers cinq heures du soir, vêtue de blanc, portant une coiffe cachant légèrement ses yeux, elle traverse sur un tombereau la place de Grève assise au côté du curé de la Chétardie. Elle tente de réconforter Jacques Mourra qui, assis devant elle, succombe au désespoir. La foule est très nombreuse, à tel point que « plusieurs personnes se trouvèrent mal » ou « étouffées ». Devant la beauté de la jeune femme, nombreux sont ceux qui « grondent […] contre l'exécution de Mme Tiquet ».
Arrivant en vue de l'échafaud, un violent orage éclate obligeant de surseoir à l'exécution pendant trois-quarts d'heure. Jacques Mourra est d'abord pendu devant Angélique-Nicole. Celle-ci tressaille un instant mais demeure ferme. Elle monte ensuite à l'échafaud, dispose sa coiffure sur le côté et dépose sa tête sur le billot l'offrant au glaive du bourreau. Troublé, le jeune bourreau doit s'y reprendre à trois reprises pour exécuter son office. La tête, finalement décollée du tronc, est exposée, tournée vers l'hôtel de ville durant une heure. Son mari fait dire une messe à Saint-Sulpice. De son côté, le capitaine Montgeorges se promène dans le parc du château de Versailles. Après avoir été rassuré par le roi de ne pas avoir été soupçonné par lui, il demande congé et s'exile hors du royaume.

## Retentissement de l'affaire

### Une exécution sordide

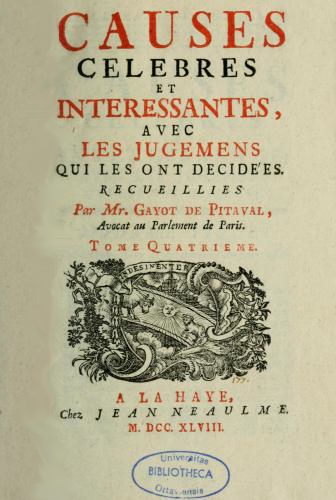
Le tome IV des Causes célèbres de François Gayot de Pitaval paru en 1736 débute par l'histoire de Madame Tiquet.

Dès le début de la procédure judiciaire, l'affaire Tiquet connaît un retentissement important en France et à l'étranger, notamment parce qu'elle concerne des notables proches de la cour royale. Cet intérêt est d'autant plus fort que les revues d'alors couvrent l'événement dès son début. Dès lors, le Tout-Paris suit l'affaire pendant les deux mois que dure l'instruction, commente la sentence du 4 juin, les démarches auprès du Roi et la confirmation du verdict du 17 juin . 
Le jour de l'exécution, le 19 juin 1699, des dizaines de milliers de personnes se pressent sur la Place de Grève et les fenêtres de l'Hôtel de ville sont toutes occupées — certains propriétaires des maisons qui jouxtent la place ont même mis en location leurs fenêtres pour permettre d'assister au supplice d'Angélique-Nicole Carlier —.
Par ailleurs, l'exécution marque les esprits par les conditions dans lesquelles elle se déroule : cet orage soudain qui diffère l'exécution, forçant les prévenus à attendre devant l'échafaud que le déluge cesse ; le comportement exemplaire d'Angélique-Nicole Carlier qui semble avoir accepté son destin ; l'horreur enfin de sa mise à mort. En effet, l'exécuteur, Charles Sanson de Longval doit s'y reprendre de deux à cinq fois pour que la tête de la suppliciée se détache du tronc, ce qui provoque un mouvement d'horreur et de panique sur la place conduisant à des morts par étouffement : totalement inexpérimenté et âgé de 18 ans, Charles Sanson procède ici à sa première exécution, lui qui n'avait jusqu'alors jamais été que l'assistant de son père, le bourreau en titre. Ces circonstances particulières frappent durablement les esprits.

### L'oraison funèbre de Madame Tiquet
L'affaire Tiquet suscite de nombreux écrits — sous la forme d'essais et de pamphlets. Une oraison funèbre est rédigée par François Gastaud, un abbé qui exerce en tant qu'avocat au Parlement d'Aix : l'Oraison funèbre de Madame Tiquet est publiée dès 1699. François Gayot de Pitaval la republie en 1736 en la présentant comme « moitié panégyrique, moitié satire » : en effet, alors qu'il propose d'établir un portrait sans concession d'Angélique-Nicole Carlier pour ce qui concerne sa vie dissolue, François Gastaud magnifie son comportement et son évolution spirituelle lors des dernières heures de sa vie. Il sous-titre ainsi son ouvrage spiritu magno vidit ultima (Elle a vu la mort avec grandeur d'âme) et dit d'elle : 

« Angélique Carlier n'étoit pas faite pour les conduites ordinaires, et que soit vice, soit vertu dans elle, tout devoit être marqué à un caractère de grandeur qui lui fut propre,. »

L'ouvrage — et à travers lui, la figure d'Angélique-Nicole Tiquet — provoque immédiatement de vives réactions. Le Père François Chauchemer, moine et docteur à la Sorbonne, réagit à travers son ouvrage Discours moral et chrétien sur la vie et la mort de Madame Tiquet, paru lui-aussi en 1699. Chauchemer utilise un procédé littéraire courant à cette époque, il s'adresse à une connaissance fictive qui l'aurait interpelé pour recueillir son avis à propos de l'Oraison funèbre de Madame Tiquet : l'auteur n'accepte pas la supposée conversion d'Angélique-Nicole Carlier durant les six heures qui séparent ses aveux et son exécution et il remet même en question le fait qu'elle soit morte en chrétienne. Selon lui, son comportement sur l'échafaud doit trouver son explication non dans sa spiritualité mais plutôt dans sa fierté, son arrogance et son caractère démonstratif. Loin de susciter l'admiration, sa fin doit inspirer au croyant la crainte de Dieu et le respect de ses volontés.
François Gastaud — ou quelqu'un écrivant sous ce nom — lui répond la même année à travers un pamphlet, Lettre à Madame de P.. Il y reconnait avoir écrit l'oraison « par amusement » et affirme qu'il se garderait bien de recommander la personne de Madame Tiquet comme modèle de guide spirituel. Néanmoins, ajoute-t-il, il a écrit cet ouvrage pour montrer que la noblesse de l'âme humaine peut trouver à s'exprimer en bien des endroits où on ne l'attendrait pas.
Un auteur anonyme publie, toujours en 1699 Le Triomphe de la grâce, dans la conversion et la mort de Basilisse qui reprend l'Oraison funèbre de Madame Tiquet et deux poèmes. Le premier, Basilisse dans sa prison, est un long monologue où Angélique-Nicole Carlier s'adresse à Jésus et aborde la question du salut de l'âme en probable réponse aux écrits de François Chauchemer doutant de sa conversion.
J'attens la Justice Divine,

Puisque chaque instant m'achemine,

Au coup fatal qui va trencher leurs cours.

Je le verray partir sans en etre étonnée,

Il terminera mes douleurs,

Viens, favorable coup, vient finir mes malheurs

En finissant ma destinée.
Dans le second, L’Ombre de Basilisse à son époux, Madame Tiquet demande pardon à son mari pour les souffrances qu'elle lui a fait endurer.

### Féminisme et critique sociale
Dès 1702, Pierre Bayle, revient sur l'affaire Tiquet dans son Dictionnaire historique et critique à l'occasion d'une note de bas de page se rapportant à l'histoire écrite par Ovide d'Égialée, la femme de Diomède. Dans cette note — paradoxalement plus prolixe que l'histoire qu'elle illustre —, il explique que les femmes qui tuent leur mari y ont souvent été poussées par le comportement jaloux de celui-ci : peut-être Monsieur Tiquet avait-il ôté toute liberté à sa femme. De surcroît, continue-t-il, si les maris acceptaient la volonté de leur épouse pour trouver de l'amusement, celles-ci ne seraient plus tentées de les tuer et reviendraient dans leurs bras.

Anne-Marguerite Petit du Noyer (1663-1719) auteure des Lettres Historiques et Galantes.

En 1708, l'écrivaine protestante, Anne-Marguerite Petit du Noyer revient dans ses Lettres historiques et galantes sur l'exécution d'Angélique-Nicole Carlier pour en faire une critique sociale. Car elle ne croit pas en la culpabilité d'Angélique-Nicole Carlier : cette dernière a en fait été la victime d'une justice patriarcale inique, broyée par un appareil judiciaire et une royauté qui souhaitaient faire un exemple. Son mari, vénal et intéressé, acariâtre et jaloux a conduit son épouse à sa perte. 
Anne-Marguerite Petit du Noyer confie sa narration à un témoin de l'évènement qui le relaterait à l'une de ses connaissances en province. Néanmoins, elle prend quelques licences avec les faits pour servir sa cause, Monsieur de Vilmain devenant par exemple Madame de Villemur. Le texte se focalise rapidement sur les liens d'amitié entre Madame Tiquet et la comtesse et écrivaine Marie-Catherine d'Aulnoy pour mieux relater les difficultés que rencontre le couple depuis de nombreuses années. Ainsi, une rencontre entre les deux femmes, le jour même de l'attentat, le 10 février 1699, est l'occasion de la discussion suivante :

« — Quelle est la cause de votre trouble ? lui demanda-t-on de toutes parts.
— Je viens, dit-elle, de passer deux heures avec le diable. 
— Vous étiez là en fort mauvaise compagnie, répliqua madame d'Aunoy (sic). 
— Quand je dis le diable, reprit-elle, je veux dire une de ces fameuses devineresses qui prédisent l'avenir. 
— Et que vous a-t-elle prédit ? 
— Rien que de flatteur. Elle m'a assuré que dans deux mois je serais au-dessus de mes ennemis, hors d'état de craindre leur malice, et parfaitement heureuse enfin. Vous voyez bien que je ne puis pas compter là-dessus , car je ne serai jamais heureuse pendant la vie de M. Tiquet, qui se porte trop bien, je vous assure, pour que je compte sur un si prompt dénoûment (sic). »

Plus tard dans la soirée, Monsieur Tiquet est chez sa voisine, Madame de Villemur. Vers minuit, les domestiques s'inquiètent de l'absence de leur maître puis entendent dans la rue plusieurs coups de pistolet. Ils se précipitent et trouvent Monsieur Tiquet baignant dans son sang, gisant devant sa porte d'entrée. Il a été atteint par trois balles dont une dans la région du cœur. Mais fort heureusement, aucune n'est mortelle. Plus tard, lorsque le magistrat lui demande vers qui se portent ses soupçons, il répond, confortant la rumeur publique : « Je n'ai pas d'autre ennemi que ma femme ». Cette déclaration oriente alors aussitôt l'instruction.

De son côté, Angélique-Nicole, qui avait passé la soirée chez Madame de Senonville, reste de marbre. Elle se rend, chez Madame de Villemur où son mari a été conduit mais ce dernier refuse de la recevoir. Elle va probablement être arrêtée lui explique-t-on et il serait préférable de prendre la fuite. Sa réponse est calme : 

« — Mon mari est l'auteur […] de tous ces bruits injurieux ; il veut, par une fausse alarme, m'engager à fuir pour s'emparer de mon bien ; mais mon innocence me rassure, et je me présenterai devant la justice des hommes avec le même calme que devant la majesté de Dieu. »

Après une semaine, un Théatins monte à son appartement lui annoncer que son arrestation est imminente et qu'elle doit prendre la fuite. Il lui propose d'enfiler une tunique de l'ordre et lui explique qu'une chaise à porteurs l'attend dans la cour et qu'elle devrait tenter de rallier l'Angleterre. Elle refuse la proposition expliquant au religieux que seuls les coupables prennent la fuite, non les innocents.

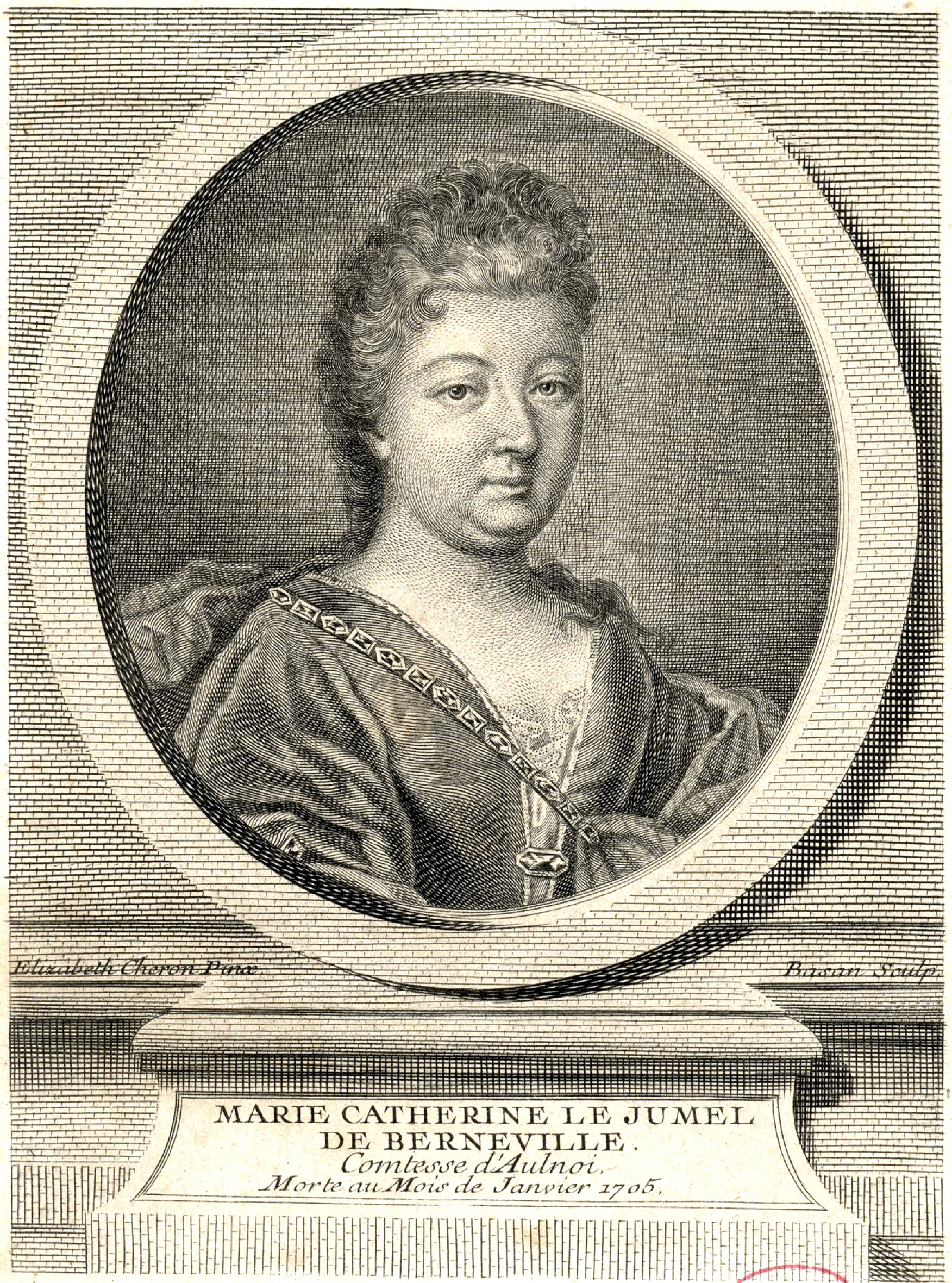
La comtesse Marie-Catherine d'Aulnoy par Pierre-François Basan d'après Élisabeth-Sophie Chéron.

Contrairement à François Gastaud qui s'oppose à la vision d'une vie décrite comme dissolue pour Angélique-Nicole Carlier, Anne-Marguerite Petit du Noyer pose le débat en féministe : elle questionne l'autorité patriarcale française de son époque et défend résolument l'innocence d'Angélique-Nicole.
Finalement, l'étude de la vie, le procès et l'exécution de Madame Tiquet constituent un vecteur de la vie intellectuelle française du tournant du XVIIIe siècle : Anne-Marguerite Petit du Noyer critique l'Ordonnance de Blois dont elle fait un symbole de l'intolérance française, misogyne et tyrannique ; de son côté, Pierre Bayle fait une lecture critique de l'orthodoxie politique et de la morale française. Lors de ce procès, ce fut bien le mariage de l'ancien régime qui fut questionné. Il ne pouvait être dissout, l'Église l'interdisant. Le Roi qui incarnait l'autorité patriarcale de l’État était figuré en miniature au sein de chaque mariage français si bien que dans l'esprit de nombreux observateurs la discorde conjugale incarnait en filigrane l'instabilité de l’État. Louis XIV, l'Archevêque de Paris, Louis-Antoine de Noailles et le Parlement de Paris où siégeait Monsieur Tiquet, ne pouvaient, par conséquent, que condamner fermement Angélique-Nicole Carlier en lui infligeant une peine exemplaire.

## Archives

Actes relatifs à Angélique Nicole Carlier
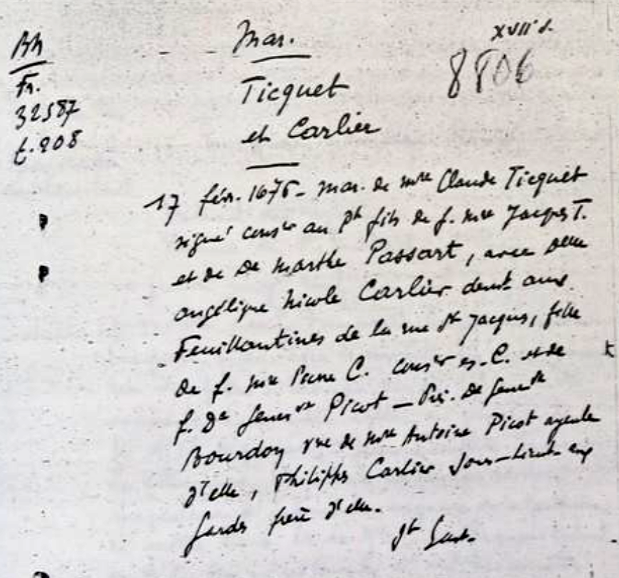
Acte de mariage d'Angélique Nicole Carlier et de Claude Tiquet (Paris, 17 février 1676)
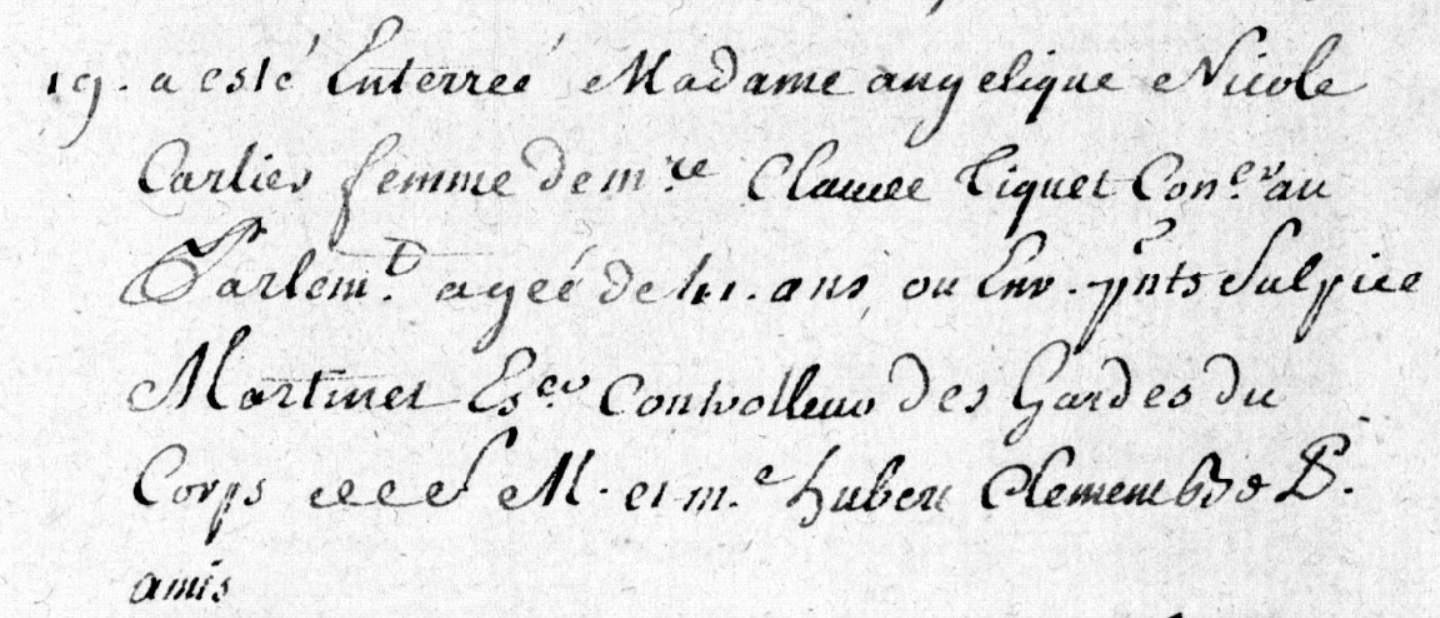
Acte de décès d'Angélique Nicole Carlier (Paroisse Saint-Sulpice, Paris, 19 juin 1699)